# Волениці
Волениці (пол. Wolenice) — село в Польщі, у гміні Роздражев Кротошинського повіту Великопольського воєводства.
Населення — 227 осіб (2011).
У 1975-1998 роках село належало до Каліського воєводства.

## Демографія
Демографічна структура станом на 31 березня 2011 року:
|          | Загалом | Допрацездатний вік | Працездатний вік | Постпрацездатний вік |
| -------- | ------- | ------------------ | ---------------- | -------------------- |
| Чоловіки | 120     | 26                 | 87               | 7                    |
| Жінки    | 107     | 27                 | 63               | 17                   |
| Разом    | 227     | 53                 | 150              | 24                   |